# Smiatenie txuvstv
Smiatenie txuvstv (rus: Смятение чувств, Confusió de sentiments) és una pel·lícula dramàtica soviètica del 1977 dirigida per Pavel Arsénov.

## Argument
La relació entre Volodia i Nadia no és fàcil. Nadia acaba l'escola un any abans que Volodia i marxat a Leningrad per estudiar a al seu Institut Mèdic. Un any després, torna a casa i li explica a Volodia que s'ha enamorat d'un home casat. Volodia està passant per un desacord dur, confessa a Maixa, una noia enamorada d'ell que "hi havia un sentiment d'harmonia al món; ara ha desaparegut". Però Volodia és un hoste benvingut a casa de Nadia, li agrada molt a la mare de Nadia, una dona exigent per a tothom, Nina Dmitrievna. I quan Nina Dmitrievna cau greument malalta, Volodya comença a ajudar Nadia amb les tasques domèstiques. Això els uneix. Volodia rep una convocatòria de l'oficina de reclutament militar. La tristesa per la propera separació canvia finalment la freda actitud de Nadia cap a Volodia.

## Repartiment
- Elena Proklova - Nadia
- Sergei Nagorni - Volodia
- Ia Sàvvina - Nina Dmitrievna
- Aleksandr Kaliagin - Viktor Semionovitx
- Nina Mager
- Arina Aleinikova - Mestre
- Tatiana Drubitx - Maixa
- Andrei Iaroslavtsev - Koixelev
- Veronika Izotova
- Nikolai Konstantinov[5]

## Nominacions i premis
1978 - XI Festival de Cinema de la Unió Soviètica a Erevan: a la secció de pel·lícules per a nens i joves: premi del jurat al millor guió per a Alexander Volodin.